# Ikorodu
Ikorodu é uma área de governo local do estado de Lagos, na Nigéria.  Localiza-se ao longo da lagoa de Lagos, que compartilha uma fronteira com Ogun. Sua população é estimada em 353.767 habitantes.